# Tryptique lesbien
 (mars 2024).
La mise en forme du texte ne suit pas les recommandations de Wikipédia : il faut le « wikifier ».
Les points d'amélioration suivants sont les cas les plus fréquents. Le détail des points à revoir est peut-être précisé sur la page de discussion.
- Les titres sont pré-formatés par le logiciel. Ils ne sont ni en capitales, ni en gras.
- Le texte ne doit pas être écrit en capitales (les noms de famille non plus), ni en gras, ni en italique, ni en « petit »…
- Le gras n'est utilisé que pour surligner le titre de l'article dans l'introduction, une seule fois.
- L'italique est rarement utilisé : mots en langue étrangère, titres d'œuvres, noms de bateaux, etc.
- Les citations ne sont pas en italique mais en corps de texte normal. Elles sont entourées par des guillemets français : « et ».
- Les listes à puces sont à éviter, des paragraphes rédigés étant largement préférés. Les tableaux sont à réserver à la présentation de données structurées (résultats, etc.).
- Les appels de note de bas de page (petits chiffres en exposant, introduits par l'outil «  Source ») sont à placer entre la fin de phrase et le point final[comme ça].
- Les liens internes (vers d'autres articles de Wikipédia) sont à choisir avec parcimonie. Créez des liens vers des articles approfondissant le sujet. Les termes génériques sans rapport avec le sujet sont à éviter, ainsi que les répétitions de liens vers un même terme.
- Les liens externes sont à placer uniquement dans une section « Liens externes », à la fin de l'article. Ces liens sont à choisir avec parcimonie suivant les règles définies. Si un lien sert de source à l'article, son insertion dans le texte est à faire par les notes de bas de page.
- La présentation des références doit suivre les conventions bibliographiques. Il est recommandé d'utiliser les modèles {{Ouvrage}}, {{Chapitre}}, {{Article}}, {{Lien web}} et/ou {{Bibliographie}}. Le mode d'édition visuel peut mettre en forme automatiquement les références.
- Insérer une infobox (cadre d'informations à droite) n'est pas obligatoire pour parachever la mise en page.

Pour une aide détaillée, merci de consulter Aide:Wikification.
Si vous pensez que ces points ont été résolus, vous pouvez retirer ce bandeau et améliorer la mise en forme d'un autre article.
Triptyque lesbien est un recueil d’essais de Jovette Marchessault publié en 1980 aux éditions de la Pleine lune, réédité en 2024 par Les Presses de l’Université de Montréal.
Le titre original de l’œuvre était orthographié Tryptique lesbien

## Résumé
L’ouvrage est divisé en trois textes, rédigés entre 1978 et 1979, soit : « chronique lesbienne du moyen-âge québécois », « les vaches de nuit » et « les faiseuses d’ange ».

### Chronique lesbienne du moyen-âge
Chronique lesbienne du moyen-âge, qui se déroule à l’époque de la Grande Noirceur, suit l’évolution et l’émancipation d’une enfant au tournant l’âge adolescent. On y retrouve une critique humoristique de l’Église catholique et sa place dans la société québécoise au XXe siècle.

## Thématiques abordées
Les textes du recueil dénoncent l'assujettissement imposé au corps et au désir féminins par la société patriarcale et l’Église.
La figure de la mère se trouve au cœur de l’œuvre de Jovette Marchessault.

## La littérature lesbienne
Le recueil de Marchessault s’inscrit dans un courant des écrits lesbiens québécois qui, depuis le milieu des années 1980, se concentrent sur l’amour et les désirs au présent.

## Adaptations
Le deuxième texte de l’oeuvre, Les Vaches de nuit, a été adapté au Théâtre du Nouveau Monde en 1979 par Pol Pelletier,. La pièce est présentée le 5 mars 1979 dans le cadre du spectacle Célébrations, co-organisé par Marchessault et la poétesse Nicole Brossard.

## Éditions
- Jovette Marchessault, Tryptique lesbien, Montréal, Éditions de la Pleine lune, 1980
- (en) Jovette Marchessault, Lesbian Triptych, Women’s Press, 1985, 100 p. (ISBN 9782890240032)
- Tryptique lesbien, Montréal, Les Presses de l’Université de Montréal, coll. « Essais classiques du Québec », 2024 (ISBN 9782760648586)